# Alessio Mosele (ammiraglio)
Alessio Mosele (in greco Ἀλέξιος Μωσηλέ?) o Musele/Mousele (in greco Μουσηλέ) (... – 921) è stato un ammiraglio bizantino (droungarios tou ploimou) all'inizio del regno dell'imperatore Romano I Lecapeno (regno 920-944). Fu ucciso nel 921, alla guida di un distaccamento della marina imperiale insieme ai tagmata imperiali sotto il Domestikos tōn scholōn, Poto Argiro, contro le forze dello zar bulgaro Simeone I (r. 893-927) durante la guerra bulgaro-bizantina del 913-927. I Bizantini furono sconfitti nella battaglia di Pigae e, durante la successiva fuga, Mosele scivolò e annegò mentre cercava di imbarcarsi su una delle sue navi da guerra.